# Catherine Bailey
Catherine Bailey (* 2. Januar 1980 in London) ist eine britische Schauspielerin.

## Leben
Von 2007 bis 2010 spielte Bailey in der britischen Fernsehserie EastEnders die Rolle der P.C. Shona Blake. 2008 hatte sie in der britischen Serie Doctors eine Gastrolle. 2011 spielte sie in der britischen Mystery-Serie House of Anubis die Rolle der Esther Robinson.

## Filmografie (Auswahl)
- 1993: Uncle Jack and Cleopatra’s Mummy (Fernsehserie, 1 Episode)
- 2000: Peak Practice (Fernsehserie, 1 Episode)
- 2000–2009: Holby City (Fernsehserie, 3 Episoden)
- 2001: High Stakes (Fernsehserie, 2 Episoden)
- 2001: The Residents (Fernsehserie, 1 Episode)
- 2001: Hawk (Fernsehfilm)
- 2001: Urban Gothic (Fernsehserie, 1 Episode)
- 2002: My Family (Fernsehserie, 1 Episode)
- 2004: 55 Degrees North (Fernsehserie, 1 Episode)
- 2004: Rosemary & Thyme (Fernsehserie, 1 Episode)
- 2005: The English Harem (Fernsehfilm)
- 2006: The Marchioness Disaster (Fernsehfilm)
- 2006–2010: The Bill (Fernsehserie, 2 Episoden)
- 2007–2010: EastEnders (Fernsehserie, 8 Episoden)
- 2008: Doctors (Fernsehserie, 1 Episode)
- 2010: The Sarah Jane Adventures (Fernsehserie, 1 Episode)
- 2011: House of Anubis (Fernsehserie, 7 Episoden)
- 2015: Und dann gabs keines mehr (And Then There Were None, Miniserie)
- 2016: Mr Selfridge (Fernsehserie, 2 Episoden)
- 2017: The Crown (Fernsehserie, 2 Episoden)